# Johan Van Dyck
Johan Van Dyck (Hove, 30 augustus 1975) is een Belgisch ondernemer en brouwer.  Hij is de oprichter van de Antwerpse Brouw Compagnie, de onafhankelijke lokale brouwerij gevestigd in Antwerpen in het Noorderpershuis op het Eilandje. 
Na een succesvolle carrière bij verschillende vooraanstaande brouwerijen, waaronder Hoegaarden, Dommelsch (NL) en Duvel Moortgat, bracht hij het historische Seefbier, het originele streekbier van Antwerpen, succesvol terug tot leven. In 2010 werd Van Dyck verkozen door Trends Magazine en Stichting Marketing tot Marketeer van het Jaar, in 2013 was hij genomineerd voor de titel 'Jonge Ondernemer van het Jaar', in 2023 won het de award van Antwerps Product van het Jaar. Daarnaast won hij met zijn brouwerij talloze internationale awards.

## Biografie

### Studies
- 1993-1997 Master Toegepaste Economische Wetenschappen (onderscheiding) Universiteit Antwerpen
- 1999-1999 MBA Marketing & Advertising (grote onderscheiding) Solvay Business School - ULB
- 2009-2010 Biochemie - Brouw technologie (grote onderscheiding)  Ceria- Elshout
- 2023-2024 Technicus in Fermentatieprocessen: Destillatie & Likeuren (grootste onderscheiding) CVO-Anderlecht.

### Carrière
Na zijn studies in 1997 ging Johan Van Dyck aan de slag bij Johnson&Johnson. Al snel maakte hij de overstap naar de bierwereld als Brand Manager voor Hoegaarden. In deze periode versterkte Van Dyck de verdere groei van het merk, en lanceerde hij onder meer Hoegaarden in blik in 2002. In 2003 maakte hij de overstap naar Inbev Nederland, waar hij verantwoordelijk werd voor het biermerk Dommelsch. In die periode werkte hij ook mee aan de lancering in 2005 van het thuistapsysteem PerfectDraft, een joint venture tussen ABinbev en Phillips. In 2006 maakte Van Dyck de overstap naar de directie van Duvel Moortgat, waar hij als Internationaal Marketing Directeur verantwoordelijk werd voor de verschillende merken van de brouwerij groep, waaronder Duvel, Vedett, Maredsous, La Chouffe, Liefmans, Ommegang (USA). De verjonging van het merk Duvel, de succesvolle uitbouw van het trendy Vedett, de herpositionering van Maredsous, alsook de succesvolle heropstart van het failliete Liefmans met ondere andere de ontwikkeling van het nieuwe Liefmans on the Rocks en Liefmans Fruitesse en opschaling en internationale uitrol van La Chouffe, leverde Van Dyck de titel van Marketeer van het Jaar 2010 op.
In 2011 ruilde hij zijn directiejob in  en startte hij, met de herlancering van Seefbier, zijn eigen brouwerij de Antwerpse Brouw Compagnie. Na het lezen van een boek over verdwenen brouwerijen in Antwerpen was Van Dyck dit historische Antwerpse bier op het spoor gekomen. Seefbier bestond sinds de 16de eeuw maar verdween als gevolg van de eerste Wereldoorlog. Na 3 jaar research wist hij uiteindelijk het originele recept terug vinden. Met de hulp van de Biercentrum Delvaux aan de K.U. Leuven werd het oude recept terug tot leven gebracht. Het bier werd op 9 maart 2012 voorgesteld op het Antwerpse Stadhuis waar de erkenning van officieel stadsbier volgde. Sindsdien kent het bier succes in binnen en buitenland, en won het tal van awards. In 2023 were Seefbier verkozen tot 'Hét Streekproduct van Antwerpen'.
Met de steun van een 1000 tal crowdfunders bouwde Van Dyck in 2017 een volledig nieuwe brouwerij in het historische Noorderpershuis. Het gamma bieren werd uitgebreid. Alle bieren wisten meerdere internationale awards te winnen en waarmee de brouwerij zich als een van de meest onderscheiden brouwerijen van België wist te vestigen. De site zelf is uitgegroeid tot een toeristische trekpleister in de binnenstad.

### Varia
Duvel Tripel Hop
Van Dyck lag aan de basis van de ontwikkeling van Duvel Tripel Hop in 2007. Met dit bier wilde Van Dyck het ambacht van brouwen in de kijker zetten, en tegelijk bier naar een hoger, meer premium niveau tillen met onder andere een 75cl fles en luxe verpakking. Het bier was een instant succes en de 22.000 flessen waren onmiddellijk uitverkocht. Hoewel bedoeld als éénmalig bier, gaat Van Dyck in 2010 een weddenschap aan met een biervereniging om het bier terug te brengen. De vereniging wint de weddenschap waarna Duvel Tripel Hop opnieuw gebrouwen wordt. Sindsdien is het bier een constante in het gamma van Duvel.
Andermans Zaken
In 2024 was Van Dyck te zien als adviseur in het VRT programma 'Andermans zaken', waar hij Kamal Kharmach bijstond in de hulp aan brouwerij Hof ten Dormaal.

### Persoonlijk
Johan Van Dyck is gehuwd met Karen Follens, waarmee hij sinds zijn 16de samen is. Karen Follens is eveneens actief in de brouwerij en mede-eigenaar. Samen hebben ze 3 kinderen.